# Gordus
Gordus (łac. Gordenus) – stolica historycznej diecezji we Cesarstwie rzymskim w prowincji Lidia, sufragania metropolii Sardes, współcześnie w Turcji. Obecnie katolickie biskupstwo tytularne. 

## Biskupi tytularni
| Lp. | Biskup            | Funkcja                                             | Od               | Do                   |
| --- | ----------------- | --------------------------------------------------- | ---------------- | -------------------- |
| 1   | Ferdinand Terrien | wikariusz apostolski Wybrzeża Benińskiego (Nigeria) | 1 marca 1912     | 3 sierpnia 1929      |
| 2   | Jean Saint-Pierre | biskup pomocniczy Tunis (Tunezja)                   | 28 maja 1930     | 18 grudnia 1951      |
| 3   | Heinrich Baaken   | biskup pomocniczy Münster (Niemcy)                  | 26 stycznia 1952 | 11 maja 1976         |
| 4   | Alfons Demming    | biskup pomocniczy Münster (Niemcy)                  | 6 listopada 1976 | 31 października 2012 |
| 5   | Ansgar Puff       | biskup pomocniczy Kolonii (Niemcy)                  | 14 czerwca 2013  |                      |